# Момино село
Момино село е село в Южна България. То се намира в община Раковски, област Пловдив.

## География
Селото се намира в Горнотракийската низина, близо е до Пловдив и гр. Раковски. Населението на Момино село бележи връхната си точка през 1947 г. Преброяването на населението сочи, че в него живеят 1670 жители.

## Наименования
Старото име на селото е Муртатлии. Новото си име Момино село носи от 1934 г.

## История
Селото възниква като чифлик по време на османската власт. Първите сведения за селото датират от 3 ноември 1576 г. Първите обитатели на това място са били от турски произход и няколко български семейства.
Освобождението от османска власт заварва село Муртатлии със 100 къщи. На 2 км южно от село Муртатлии е съществувало и село Севишлии, населено с турци. То се е състояло от 70 къщи и в административно отношение селото се е водело към община Муртатлии. През 1886 г. Севишлии изселване и земята му се присъединява към Муртатлии.
През 1892 г. започва строителството на училище. През 1894 г. в местността Хаджищерев чифлик до селото, е открито съкровище от 264 сребърни монети на Тракийски Херсонес, Парион и Абдера. Църквата „Свети мъченик Георги Победоносец“ е осветена на 15 октомври 1900 г. Читалището е построено през 1928 г.

## Културни и природни забележителности
- Църква „Свети мъченик Георги Победоносец“
- Народно читалище „Петко Мандажиев“
- Паметник на загиналите през Втората световна война

- Народно читалище „Петко Мандажиев“
- Паметник на загиналите през Втората световна война
- Църква „Свети мъченик Георги Победоносец“

## Личности
Свръзани с Момино село
- Кристина Видолова Борукова (1998) - лекоатлетка
- Нина Георгиева Рангелова (1990) - плувкиня № 1 на България за 2010 г.

## Други
През 2005 г. е издадена книга „Момино село“ с автор Георги Николов Йотов /Дончев/, издателство „Матадор“ гр. Добрич.
В книгата е отразено географското положение на селото, неговият бит и култура от Освобождението до 9 септември 1944 г. А така също и след тази дата. В книгата се прави съпоставка на живота на населението през различните периоди.